# The Fools
Pour les articles homonymes, voir The Fool (homonymie).
The Fools est un groupe américain de rock fondé en 1975 à Ipswich dans le Massachusetts. Le nom originel de la formation était The Rhythm A's.
En 1979, ils produisent leur premier single intitulé Psycho Chicken (littéralement, « poulet psychopathe »), qui reprend sur un mode parodique Psycho Killer des Talking Heads, un hit de l'époque. Il est rapidement suivi d'un second morceau, It's a Night for Beautiful Girls. Les deux titres sont un succès immédiat sur les radios de Boston et leur permettent de signer un contrat d'édition avec la major EMI.
Leur label les envoie alors en tournée américaine en accompagnement du groupe The Knack, après quoi leur premier album, Sold Out, sort dans le commerce. Ce premier opus évoque globalement les frustrations et pressions de la vie quotidienne, tant économiques que sentimentales.
En 1980 sort un second album, Heavy Mental et The Fools part en tournée nationale avec Van Halen. Le groupe décide alors de casser le contrat le liant à EMI et autoproduit un troisième album, World Dance Party, qui sort sur un label indépendant et leur offre leur plus grand succès à ce jour. The Fools tombe ensuite dans l'oubli mais continue néanmoins à enregistrer et à se produire en concert.

## Discographie
- 1980 : Sold Out, album, EMI America
- 1981 : Heavy Mental, album, EMI America
- 1985 : World Dance Party, album, PVC
- 1988 : Wake Up … It's Alive!!!, album enregistré en concert, PVC
- 1990 : Rated XXX, album
- 2008 : 10[1],[2]